# Шершни (телесериал)
«Шершни» (англ. Yellowjackets) — американский телесериал в жанре психологической драмы, созданный Эшли Лайл и Барт Никерсон. Софи Нелисс, Джасмин Савой Браун, Софи Тэтчер и Сэмми Ханратти исполнили роли девушек-подростков, попавших в авиакатастрофу в 1996 году, а Мелани Лински, Тони Сайпресс, Кристина Риччи и Джульетт Льюис сыграли этих же персонажей в зрелом возрасте.
Премьера телесериала состоялась на канале Showtime 14 ноября 2021 года. Он получил признание критиков за его сюжет и игру актёров. Первый сезон заработал семь номинаций на прайм-таймовую премию «Эмми», в том числе «Лучший драматический сериал» и актёрские номинации для Лински и Риччи. Премьера второго сезона состоялась 26 марта 2023 года. В декабре 2022 года сериал продлили на третий сезон, премьера первых двух серий нового сезона состоялась 14 февраля 2025 года.

## Сюжет
В 1996 году женская футбольная команда средней школы Нью-Джерси едет в Сиэтл на национальный турнир. Во время полёта над Канадой их самолёт терпит крушение в лесной глуши, и оставшимся членам команды приходится выживать в течение девятнадцати месяцев. Сериал рассказывает об их попытках выжить, а также отслеживает их текущую жизнь в 2021 году.

## В ролях

### В главных ролях
- Мелани Лински и Софи Нелисс — взрослая и молодая Шона Шипман. В старших классах Шона — лучшая подруга Джеки, но у неё завязывается роман с парнем Джеки Джеффом. Перед авиакатастрофой Шона поступает в Брауновский университет. После катастрофы она быстро приспосабливается к жизни в условиях дикой природы и заводит дружбу с Таиссой. Шона узнаёт, что беременна ребенком от Джеффа, и вынуждена хранить эту тайну от Джеки. Став взрослой, Шона выходит замуж за Джеффа и живёт в несчастливом браке, будучи недовольной ролью домохозяйки и скверными отношениями с дочерью-подростком по имени Кэлли. Шона начинает роман с Адамом после того, как они попадают в небольшую автомобильную аварию.
- Тони Сайпресс и Джасмин Савой Браун — взрослая и молодая Таисса «Тай» Тёрнер. В старших классах Таисса намерена во что бы то ни стало выиграть национальный чемпионат. На тренировке она намеренно толкает товарища по команде Элли, считая, что та недостаточно хороша для участия в турнире, и Элли ломает ногу. До авиакатастрофы Таисса тайно встречается с Ванессой, и их отношения продолжаются во время пребывания в глуши. После авиакатастрофы у неё начинаются приступы лунатизма, который перерастает в диссоциативную фугу, заставляющую её бродить по лесу посреди ночи. Став взрослой, она выходит замуж за Симон и заводит домашнюю собаку по кличке Бисквит. В разгар предвыборной кампании в сенат Нью-Джерси у неё начинаются проблемы с сыном Сэмми, а возобновление психического расстройства ставит под угрозу её брак.
- Элла Пернелл — Джеки Тейлор (сезон 1; второстепенная роль в сезоне 2). В старших классах Джеки — капитан  женской команды «Шершни», лучшая подруга Шоны и девушка Джеффа. Перед авиакатастрофой она поступает в Ратгерский университет. После авиакатастрофы ей сложнее всего адаптироваться к жизни в дикой природе и приспособиться к жизни без привычной социальной среды. Её отношения с товарищами по команде неуклонно ухудшаются, и она начинает сомневаться в своей дружбе с Шоной.
- Джульетт Льюис и Софи Тэтчер — взрослая и молодая Натали «Нат» Скаторччио. В старших классах Натали часто подвергается осуждению и преследованиям со стороны товарищей по команде из-за злоупотребления наркотиками и алкоголем. До авиакатастрофы она была лучшей подругой Кевина. После авиакатастрофы Натали и Трэвис оказываются самыми искусными в обращении с охотничьим ружьем, и начинают любовные отношения. Став взрослой, она поддерживает связь с Трэвисом, но позже расстается с ним. Она возвращается в Нью-Джерси после окончания реабилитационной программы, оплаченной Таиссой, но с трудом сохраняет трезвый образ жизни и подумывает о самоубийстве после смерти Трэвиса.
- Уоррен Коул и Джек Депью — взрослый и молодой Джефф Садеки. В старших классах Джефф — парень Джеки, но изменяет ей с её лучшей подругой Шоной. Во взрослой жизни он женат на Шоне, является отцом Кэлли и владеет мебельным магазином.
- Кристина Риччи и Сэмми Ханратти — взрослая и молодая Мисти Куигли. В старших классах Мисти работает менеджером по экипировке в футбольной команде «Шершни». Она часто подвергается издевательствам со стороны товарищей по команде, которые сомневаются в её психической устойчивости. После авиакатастрофы она демонстрирует знания и навыки, полезные для выживания в дикой природе, и пытается добиться взаимности от тренера Бена, в которого влюблена. Позже она заводит дружбу с Кристал из-за их общей любви к музыкальному театру. Став взрослой, она работает в доме престарелых и продолжает проявлять манипулятивные и садистские наклонности по отношению к своим пациентам. У Мисти есть домашний попугай по имени Калигула, и она является членом онлайн-клуба по раскрытию преступлений под названием «Гражданские детективы».
- Стивен Крюгер[англ.] — Бен Скотт ( которого часто называют Тренер или Тренер Бен), помощник тренера футбольной команды «Шершни». После авиакатастрофы его правая нога оказывается изуродованной обломками, и Мисти ампутирует её, чтобы спасти ему жизнь. Пока Мисти выхаживает Бена, ему приходится одновременно справляться со своей травмой и с тем, что он единственный взрослый, выживший в катастрофе. Ему неприятные ухаживания Мисти, поскольку она несовершеннолетняя, а он сам — тайный гей.
- Симона Кесселл (сезон 2) и Кортни Итон (второстепенная роль в сезоне 1; главная в сезоне 2) — Шарлотта «Лотти» Мэтьюс, член футбольной команды «Шершни», страдающая шизофренией. Её богатые родители предоставляют частный самолет для перелёта команды, который в итоге разбивается. После авиакатастрофы у Лотти заканчиваются лекарства, и у неё начинаются пугающие видения, что побуждает её обратиться за духовным советом к Лоре Ли. Суеверия Лотти постепенно перенимают все выжившие. После спасения группы Лотти принудительно помещают в психиатрическую клинику в Швейцарии. Во взрослой жизни она становится целительницей и руководит оздоровительной коммуной под названием «Лагерь „Зеленая сосна“». Хотя кажется, что Лотти излечилась, её видения неожиданно возвращаются.
- Лорен Эмброуз (сезон 2) и Лив Хьюсон (второстепенная роль в сезоне 1; главная в сезоне 2) — взрослая и молодая Ванесса «Ван» Палмер. В старших классах Ванесса — вратарь футбольной команды «Шершни». До авиакатастрофы она тайно встречается с Таиссой, и их отношения продолжаются во время пребывания в глуши. После авиакатастрофы она едва не сгорает заживо в обломках самолёта, но ей удается спастись. Во время вылазки на природу на неё нападают волки, в результате чего на левой стороне лица остаются заметные шрамы. Её вера в суеверия Лотти осложняет её отношения со скептически настроенной Таиссой. Во взрослой жизни Ванесса владеет видеомагазином, а недавно у нее диагностировали рак в последней стадии.
- Кевин Алвес (второстепенная роль в сезоне 1; главная в сезоне 2) и Андрес Сото (второстепенная роль в сезоне 1; гостевая в сезоне 2) — молодой и взрослый Трэвис Мартинес, старший сын тренера Мартинеса и брат Хави. После авиакатастрофы Трэвис и Натали оказываются самыми искусными в обращении с охотничьим ружьем, и они любовные отношения. После спасения он поддерживает разрушительные отношения с Натали, но когда Натали и Мисти находят его мёртвым в результате предполагаемого самоубийства, Натали подозревает, что на самом деле он был убит. Перед смертью Трэвис выходил на связь с Лотти.

### Второстепенный состав
- Сара Дежарден — Кэлли Садеки, дочь Шоны и Джеффа.
- Алекс Барахас — Мари, член команды «Шершни». После авиакатастрофы становится глубоко преданной Лотти и её суевериям, несмотря на свой первоначальный скептицизм.
- Кия Кинг (сезон 1) и Ниа Сондайя (сезон 2) — Акила, член команды «Шершни», хорошо разбирается в съедобных растениях. Она в хижине находит мышь, которую называет Наггет, и держит её в кармане.
- Джейн Уиддоп — Лора Ли, член команды «Шершни». После авиакатастрофы она поддерживает высокий моральный дух выживших с помощью молитв, а впоследствии совершает погружательное крещение Лотти.
- Лучано Леру — Хави Мартинес, младший сын тренера Мартинеса и брат Трэвиса, который изо всех сил пытается смириться со смертью своего отца.
- Майя Лоу — Джен, член футбольной команды «Шершни».
- Дженна Берджесс — Мелисса, член футбольной команды «Шершни».
- Рукия Бернар — Симона Абара, жена Таиссы.
- Эйден Стокс — Сэмми Абара-Тернер, сын Таиссы и Симоны.
- Рекха Шарма — Джессика Робертс, псевдо-журналистка, нанятая Таиссой для интервью с выжившими в авиакатастрофе с целью не допустить появления компромата во время предвыборной гонки.
- Питер Гадиот — Адам Мартин (сезон 1), художник, который начинает встречаться с Шоной после небольшой автомобильной аварии.
- Алекс Уиндэм (сезоны 1—2) и Чарли Райт (гостевая роль в сезоне 1) / Шон Мартин Савой (гостевая роль в сезоне 1) — взрослый и молодой Кевин Тан. В старшей школе до авиакатастрофы он был лучшим другом Натали. Во взрослой жизни он работает офицером полиции и имеет сына, который играет в футбол.
- Николь Мэйнс — Лиза (сезон 2), последовательница Лотти, которая восстанавливается после травмы.
- Элайджа Вуд — Уолтер Таттерсолл (сезон 2), гражданский детектив, который пытается помочь Мисти.
- Нуха Джес Изман — Кристал (сезон 2), член футбольной команды «Шершни», которая завязывает дружбу с Мисти. Она любит музыкальный театр и признаётся Мисти, что её настоящее имя — Кристен.
- Франсуа Арно — Пол (сезон 2), нью-йоркский писатель и тайный бойфренд тренера Скотта.
- Джон Рейнольдс — Мэтт Саракуза (сезон 2), детектив под прикрытием, работающий вместе с Кевином над делом об исчезновения Адама.

### Гостевые роли
- Габриэль Роуз — миссис Тейлор, мать Джеки.
- Карлос Санс — тренер Мартинес, главный тренер футбольной команды «Шершни», отец Трэвиса и Хави. Он погиб в авиакатастрофе, а оставшиеся в живых обнаружили его тело, пронзенное веткой дерева.
- Тоня Корнелис и Перл Аманда Диксон — взрослая и молодая Элли Стивенс. В старшей школе Элли — единственный новичок в футбольной команде «Шершни». Таисса ломает ей ногу во время тренировки по футболу, и она не смогла участвовать в национальном чемпионате.
- Джефф Холман и Райли Барон — взрослый и молодой Рэнди Уолш, лучший друг Джеффа.

## Список эпизодов

### Обзор сезонов
| Сезон | Серии | Серии | Даты показа    | Даты показа     |
| Сезон | Серии | Серии | Первая серия   | Последняя серия |
| ----- | ----- | ----- | -------------- | --------------- |
| 1     | 10    | 10    | 14 ноября 2021 | 16 января 2022  |
| 2     | 9     | 9     | 26 марта 2023  | 28 мая 2023     |

### Сезон 1 (2021–22)
| № | Название                                                | Режиссёр               | Автор сценария                            | Дата премьеры   | Зрители (млн) |
| --- | ------------------------------------------------------- | ---------------------- | ----------------------------------------- | --------------- | ------------- |
| 1 | «Пилот» «Pilot»                                         | Карин Кусама           | Эшли Лайл и Барт Никерсон                 | 14 ноября 2021  | 0,246         |
| Девушка, одетая только в ночную рубашку, бежит, рыдая, сквозь заснеженный лес. Она попадает в ловушку, и её хватают люди, одетые в футболки «Шершни», звериные шкуры и маски. Затем жертву убивают. В 1996 году школьная женская футбольная команда из Нью-Джерси, известная как «Шершни», готовится принять участие в национальном турнире в Сиэтле. Во время тренировки Таисса ударяет Элли, которую она считает помехой для команды, и ломает ей ногу. На вечеринке Шона говорит, что Элли теперь не может поехать в Сиэтл для участия в турнире из-за травмы и пытается затеять драку с Таиссой, но её останавливает капитан команды Джеки, лучшая подруга Шоны. Шона тайно занимается сексом с парнем Джеки — Джеффом. В день поездки команда садится на частный самолет, который из-за шторма летит над территорией Канады. Самолёт терпит крушение, и выжившие оказываются в дикой глуши. В 2021 году Шона и Джефф женаты, у них есть дочь-подросток. Джессика Робертс, выдающая себя за журналистку, предлагает Шоне семизначную сумму за книгу, если она раскроет подробности того, что произошло в глуши. Таисса с женой и сыном участвует в фотосессии перед началом своей предвыборной кампании на пост сенатора штата Нью-Джерси. Мисти работает гериатрической медсестрой в клинике. Натали завершает курс реабилитации и решает «восстановить связь со старыми друзьями».                                                  |                                                         |                        |                                           |                 |               |
| 2 | «Фа диез» «F Sharp»                                     | Джеми Трэвис           | Джонатан Лиско, Эшли Лайл и Барт Никерсон | 21 ноября 2021  | 0,168         |
| После авиакатастрофы Мисти использует свои познания в области оказания первой помощи для ухода за ранеными. Она спасает жизнь Бену Скотту, помощнику тренера, ампутируя и прижигая его искалеченную ногу. Трэвис обнаруживает труп своего отца, насаженный на ветку дерева. Мисти наслаждается вниманием и похвалой за демонстрацию навыков выживания и чувствует себя незаменимым членом команды, после чего уничтожает случайно найденный аварийный маяк самолёта. В 2021 году семейный психотерапевт советует Шоне и Джеффу оживить отношения с помощью сексуальных фантазий. Шона встречает таинственного незнакомца по имени Адам столкновения с его машиной. После того как Шона и Джефф занимаются сексом, она обнаруживает в его телефоне текстовое сообщение от женщины, которая договаривается о встрече с ним на следующий день. Натали держит Мисти на мушке, пытаясь выяснить, кто прислал ей открытку со зловещим символом из их прошлого. Когда выясняется, что все выжившие получили такие же открытку, Мисти и Натали отправляются в путешествие, чтобы найти Трэвиса. Таисса обеспокоена жуткими картинками, которые рисует её сын Сэмми. |                                                         |                        |                                           |                 |               |
| 3 | «Кукольный домик» «The Dollhouse»                       | Ева Серхауг            | Сара Л. Томпсон                           | 28 ноября 2021  | 0,210         |
| Через три дня после авиакатастрофы оставшиеся в живых хоронят погибших. Таисса убеждает группу отправиться в поход к близлежащему озеру. На фоне роста напряженности между выжившими группа обнаруживает заброшенную хижину и труп на чердаке, который впоследствии хоронит. В 2021 году политический оппонент Таиссы Фил Батерст выпускает в эфир предвыборную рекламу, называя соперницу каннибалом. Беспокойство Таиссы по поводу Сэмми растет после того, как он намеренно причиняет боль ребенку на детской площадке. Шона следует за мужем в отель, где сталкивается с Адамом и замечает Джеффа с другой женщиной. Шона и Адам вместе отправляются в гостиничный номер. Тем временем Мисти и Натали заявляются в дом Трэвиса, но их арестовывают за взлом и проникновение. Вскоре они находят его труп на ранчо, где он работал. Смерть Трэвиса кажется самоубийством, но Мисти и Натали уверены, что его кто-то убил. |                                                         |                        |                                           |                 |               |
| 4 | «Соберитесь» «Bear Down»                                | Дипа Мехта             | Лиз Фанг                                  | 5 декабря 2021  | 0,161         |
| Группа находит в хижине ружьё с большим запасом патронов и все учатся стрелять по мишеням, в результате Натали и Трэвис оказываются самыми меткими стрелками. Они сближаются во время охоты на оленя и достают на память кольцо с погребенного тела отца Трэвиса. Во флешбэке выясняется, что жестокий отец Натали погиб от выстрела из обреза во время ссоры с дочерью из-за того, что Кевин проводил время в её спальне. Остальные члены группы находят исправный пропеллерный самолет. Шона сближается с младшим братом Трэвиса Хави. В 2021 году Натали встречает Кевина, теперь уже офицера полиции, и использует его симпатию к ней, чтобы заставить его заняться расследованием убийства Трэвиса. Таисса отказывается от поддержки влиятельного потенциального спонсора, которая хочет разузнать о её прошлом в дикой глуши. Шона и Адам вступают в интимную связь, воплощая в жизнь подростковые фантазии Шоны, а Адам пытается выведать у неё личную информацию. Во время слежки за Натали и Кевином у Мисти происходит встреча с Джессикой. Мисти звонит Шоне и сообщает ей, что Трэвис мёртв. |                                                         |                        |                                           |                 |               |
| 5 | «Кровавая бойня» «Blood Hive»                           | Ева Серхауг            | Амени Роза                                | 12 декабря 2021 | 0,295         |
| У Лотти закончились лекарства для лечения шизофрении. Завязываются отношения отношения между Таиссой и Ван, а также Натали и Трэвисом. Группа проводит спиритический сеанс на чердаке, где Лотти, кажется, становится одержимой. Мисти травит Бена чаем, но он не умирает. Чтобы заставить Мисти оставить его в покое, Бен обманывает девушку, говоря, что испытывает к ней чувства. Шона подтверждает подозрения Таиссы о том, что она беременна. В 2021 году Таисса находит слово «признайся», нарисованное на входной двери её дома. Она обнаруживает в комнате Сэмми банку с краской. Сэмми отрицает свою вину и утверждает, что слово написала «женщина на дереве». После усиления нападок со стороны её политического оппонента Таисса собирается отказаться от участия в выборах в Сенат, но в итоге передумывает. Шона и Адам посещают вечеринку в честь Хэллоуина, где их вдвоём застаёт её дочь Кэлли. На следующий день Кэлли безуспешно пытается шантажировать Шону. Натали и Мисти получают доступ к файлу с полицейским отчётом Кевина и по фотографиям догадываются, что Трэвис был убит в ходе ритуала. Натали приглашает Таиссу в свой номер в мотеле и рассказывает ей, что она узнала. Они звонят Шоне, чтобы сказать ей, но узнают, что Мисти уже сообщила ей. Тем временем Мисти наблюдает за ними через скрытую камеру.                                                                                             |                                                         |                        |                                           |                 |               |
| 6 | «Святые» «Saints»                                       | Билле Вудрафф          | Шантель М. Уэллс                          | 19 декабря 2021 | 0,289         |
| Во флешбэке Лотти отвлекает своих родителей за несколько секунд до того, как ехавшая перед ними машина попадает в аварию со смертельным исходом. Шона рассказывает Таиссе, что беременна от Джеффа, тогдашнего парня Джеки. С помощью Таиссы Шона пытается спровоцировать самопроизвольный аборт, но не может довести дело до конца. У Лотти начинаются галлюцинации, в которых ей мерещится олень. Она рассказывает религиозной Лоре Ли о своих видениях и соглашается принять крещение. Натали и Трэвис убивают оленя, кишащего личинками. Лора верит, что у Лотти есть предчувствия. В 2021 году Натали и Таисса рассказывают Шоне о том, что случилось с Трэвисом. Жена Таиссы Симона записывается на приём к детскому психологу, который говорит, что Сэмми испытывает сильный стресс. Натали и Кевин начинают испытывать друг к другу чувства и занимаются сексом. Мисти похищает Джессику. Поздно ночью выясняется, что Таисса является «женщиной на дереве». |                                                         |                        |                                           |                 |               |
| 7 | «Без компаса» «No Compass»                              | Ева Серхауг            | Кэтрин Кернс                              | 26 декабря 2021 | 0,327         |
| Таисса, Ван, Мисти, Акила и Мари соглашаются отправиться в экспедицию, чтобы найти выход из глуши. Когда они уходят, Лотти говорит Ван, что они увидят «реку крови» и «красный дым». Во время прогулки группа находит реку красного цвета. Позже на них нападает стая волков. Таисса защищает группу с помощью ракетницы, но Ван тяжело ранена. Тем временем Шона говорит Джеки, что беременна, но лжёт о том, кто отец ребёнка. Ночью Джеки читает дневник Шоны. В 2021 году Натали, Шона и Таисса соглашаются заплатить 50 000 долларов шантажисту. Заметив шантажиста, группа пускается в погоню. Во время погони шантажист падает в коробку с блестками и скрывается. Мисти расспрашивает Джессику, считая её шантажисткой. Джессика рассказывает, что её наняла Таисса, чтобы узнать об остальных членах группы. Вернувшись домой, Шона занимается сексом с Адамом. Утром их чуть не застает Джефф. Кевин узнаёт, что Натали воспользовалась его пистолетом, но не рассказывает ему о шантажисте. |                                                         |                        |                                           |                 |               |
| 8 | «Полет шмеля» «Flight of the Bumblebee»                 | Ариел Кляйман          | Кэмерон Брент Джонсон и Лиз Фэнг          | 2 января 2022   | 0,311         |
| После того как Ван приходит в себя, группа возвращается в хижину. Натали и Трэвис разрывают отношения, когда он отказывается от секса с ней. Натали разговаривает с Беном, который который даёт советы по поводу отношений и признаётся, что он гей. Лора решать улететь на пропеллерном самолёте, однако при взлёте он взрывается, и она погибает. В 2021 году Мисти останавливает Натали от рецидива и обнаруживает при этом скрытую камеру. Мисти рассказывает Натали, что кто-то снял все деньги с банковского счета Трэвиса после его смерти. На следующий день Натали пытается выведать информацию у Сьюзи, знакомой, которая работает в банке. После того как Сьюзи отказывается сотрудничать, Натали прибегает к шантажу. Таисса сообщает Симоне о своем состоянии, рассказывая, что ночью она становится совершенно другим человеком. Опасаясь навредить Сэмми, Таисса умоляет Симону ненадолго оставить её одну в доме. Шона обнаруживает, что кто-то забрал все её дневники, и находит блёстки в своём шкафу. Узнав, что Адам не тот, за кого себя выдает, Шона идёт в его квартиру, чтобы допросить его. |                                                         |                        |                                           |                 |               |
| 9 | «Судный бал» «Doomcoming»                               | Дэйзи фон Шерлер Майер | Амени Роза и Сара Л. Томпсон              | 9 января 2022   | 0,419         |
| Группа организует вечеринку по случаю возвращения домой, получившую название «Судный бал». Все, кроме Джеки, неосознанно употребляют галлюциногенные грибы. Джеки и Трэвис занимаются сексом, несмотря на то, что Трэвис говорит, что у него всё ещё есть чувства к Натали. Бен и Натали уходят с вечеринки, чтобы поговорить наедине; Мисти следует за ними. После того как Натали уходит на поиски Трэвиса, Бен говорит Мисти, что он гей. Остальные члены группы, находясь в состоянии бэд-трипа, решают разобраться с Джеки в хижине и оставляют Хави одного в лесу. Группа находит Джеки и Трэвиса, девушки запирают Джеки в шкафу и пытаются изнасиловать Трэвиса. Когда он убегает, группа преследует его, воя как волки. Поймав его, Лотти приказывает Шоне перерезать ему горло. Приходит Натали и останавливает её. В 2021 году Шона убивает Адама, убедившись, что он копается в её прошлом. Вернувшись домой, она вспоминает, что у Джеффа есть доступ к сейфу, где она хранит свои дневники. Она расспрашивает его, и Джефф рассказывает, что шантажировал группу, потому что его мебельный магазин находится на грани разорения. Женщина в отеле на самом деле была ростовщицей, и у Джеффа не было романа. Шона рассказывает Джеффу, что она убила Адама, и они обсуждают возможные варианты дальнейших действий. Шона убеждает Натали и Таиссу, что шантажистом был Адам. Натали просит Мисти помочь избавиться от трупа. |                                                         |                        |                                           |                 |               |
| 10 | «Так проходит мирская слава» «Sic Transit Gloria Mundi» | Эдуардо Санчес         | Эшли Лайл и Барт Никерсон                 | 16 января 2022  | 0,333         |
| Ван начинает верить, что Лотти обладает сверхъестественными способностями. Лотти убивает медведя, который спокойно идёт ей навстречу. Трэвис и Натали ищут Хави, который исчез после вечеринки. Джеки гневно обвиняет группу в причинении вреда Трэвису и рассказывает, что знает, что Джефф изменял ей с Шоной, что приводит к ссоре между ними. Разозлившись, Джеки решает спать на улице. Утром следующего дня Шона с ужасом видит, что ночью выпал снег, и Джеки замерзла насмерть. Лотти в сопровождении, Мисти и Ван приносит сердце медведя в качестве жертвоприношения дикой природе. В 2021 году Шона, Таисса, Натали и Мисти зачищают место убийства. Группа посещает вечеринку в честь 25 лет со дня школьного выпускного. Шона встречает лучшего друга Джеффа Рэнди, который знает про шантаж, и угрожает убить его, если он расскажет кому-нибудь ещё. Кэлли из новостей узнаёт об исчезновении Адама. Симона в потайной комнате в подвале находит отрубленную голову своей собаки, куклу Сэмми и, судя по всему, человеческое сердце. Мисти отравляет Джессику, Таисса побеждает на выборах в Сенат, а таинственная группа похищает Натали. Сьюзи сообщает Натали в голосовом сообщении, что все деньги с банковского счёта Трэвиса сняла Лотти. |                                                         |                        |                                           |                 |               |

### Сезон 2 (2023)
| № | Название                                                 | Режиссёр               | Автор сценария                   | Дата премьеры  | Зрители (млн) |
| --- | -------------------------------------------------------- | ---------------------- | -------------------------------- | -------------- | ------------- |
| 1 | «Друзья, римляне, земляки» «Friends, Romans, Countrymen» | Дэйзи фон Шерлер Майер | Эшли Лайл и Барт Никерсон        | 26 марта 2023  | 0,226         |
| Спустя два месяца после смерти Джеки группа выживших сталкивается с суровыми зимними условиями. Лотти взяла на себя роль духовного лидера. Натали и Трэвис безуспешно пытаются раздобыть еду и найти пропавшего Хави. Тем временем беременная Шона проводит время, разговаривая с замерзшим трупом Джеки. Во время одного из визитов у Джеки отваливается ухо, и Шона тайком съедает его. На ночь Ван связывает своё запястье и запястье Таиссы, стремясь предотвратить её хождение во сне. Мисти, которую всё ещё считают изгоем после инцидента с отравлением грибами, сближается с Кристал. Лотти успокаивает Трэвиса, у которого началась паническая атака со странными видениями. В настоящем времени Шона и Джефф скрывают улики, доказывающие причастность к убийству Адама. Они, уничтожают художественную студию Адама и сжигают его документы, а также дневники Шоны. В гриле Келли обнаруживает остатки обугленного водительского удостоверения Адама. Симона предупреждает Таиссу, чтобы та держалась подальше от Сэмми; Таисса находит в подвале сооруженный ею импровизированный алтарь. Мисти начинает разыскивать Натали и обнаруживает, что её, скорее всего, насильно похитили из мотеля. Она пытается опровергнуть подозрения гражданского детектива, расследующего исчезновение Адама. Натали оказывается в заложниках в оздоровительной коммуне во главе с Лотти, которая намерена передать ей послание от Трэвиса. |                                                          |                        |                                  |                |               |
| 2 | «Съедобный комплекс» «Edible Complex»                    | Бенджамин Семанов      | Джонатан Лиско                   | 2 апреля 2023  | н/д           |
| Шона продолжает разговаривать с трупом Джеки, заплетает косички и даже наносит на лицо макияж; призрак Джеки насмехается над ней, говоря, как она голодна. Таисса настаивает на том, что пора кремировать Джеки и жить дальше. Ван спасает Таиссу во время приступа лунатизма, удержав её от падения с края скалы; она советует поговорить с Лотти, но Таисса отказывается. Натали инсценирует смерть Хави для Трэвиса, испачкав его шорты своей кровью. Тело Джеки сжигают на костре, но снегопад замедляет горение, и тело зажаривается. Поддавшись голоду, команда съедает труп Джеки, а тренер Бен в ужасе наблюдает за происходящим. В настоящем времени Шона допрашивает Кевина об исчезновении Адама. Кэлли флиртует с мужчиной по имени Мэтт, который является детективом, работающим с Кевином. Гражданский детектив находит Мисти по месту работы и предлагает ей присоединиться к нему для расследования дела Адама. Сэмми без предупреждения навещает Таиссу, но когда Симона приезжает за ним, они не могут найти мальчика. Таисса и Симона попадают в автоаварию, после чего выясняется, что Таиссе визит Сэмми привиделся в галлюцинациях. Лотти рассказывает Натали о смерти Трэвиса, но Натали подозревает, что она скрывает правду. |                                                          |                        |                                  |                |               |
| 3 | «Дижестив» «Digestif»                                    | Джеффри В. Бёрд        | Амени Роза и Сара Л. Томпсон     | 9 апреля 2023  | 0,210         |
| Таисса не помнит, как ела Джеки, и с ужасом узнает, что участвовала в пиру, находясь в состоянии беспамятства. Натали относит останки Джеки на место крушения самолёта; она видит белого лося, но тот исчезает, когда она пытается выстрелить в него. Ходящая во сне Таисса рассказывает Ван о «Том, у кого нет глаз». Мисти укрепляет свою связь с Кристал. Бен в бреду представляет себе жизнь, если бы он остался дома со своим парнем Полом. Команда устраивает для Шоны вечеринку по случаю рождения ребенка; мёртвые птицы начинают падать с неба, когда у Шоны идёт кровь из носа и подает на символ, вышитый Лотти на детском одеяле. Лотти предполагает, что это благословение леса. В настоящем времени у Шона и Джефф угоняют машину, но Шона успевает отнять обезоружить преступника и отобрать у него пистолет. Она по трекеру выслеживает машину на свалке и запугивает владельца, угрожая оружием. Джефф пытается заставить Кевина отступить от Шоны, но безуспешно. Симона находится в больнице, и Таиссе остается в одиночестве противостоять своему альтер-эго. Мисти встречается с Уолтером, гражданским детективом; они допрашивают Рэнди Уолша об исчезновении Натали. Лотти знакомит Натали с жизнью в коммуне; у Лотти вновь начинаются пугающие видения. |                                                          |                        |                                  |                |               |
| 4 | «Старые раны» «Old Wounds»                               | Скотт Винант           | Лиз Фанг и Джулия Бикнелл        | 16 апреля 2023 | 0,226         |
| Когда часть команды начинает отдавать предпочтение мистицизму Лотти в ущерб охотничьим навыкам Натали, две девушки соревнуются, отправляясь по отдельности на охоту. Лотти страдает от переохлаждения, и ей является видение Лоры Ли и команды, ужинающих в фуд-корте. Натали находит белого лося под водой замерзшего озера; она и команда пытается вытащить его, но животное идёт ко дну. Натали и Лотти мирятся. Тем временем Ван составляет карту всех странных символов, найденных Таиссой, и прикидывает, где может находиться последний из них. Вместо этого они обнаруживают дезориентированного Хави и возвращают его в лагерь. В настоящем времени Шона под давлением Кэлли признаётся ей в убийстве Адама. Натали общается с Лизой, членом коммуны, на которую она напала ранее. Мисти и Уолтер останавливаются в гостинице неподалеку от лагеря Лотти. Психиатр Лотти советует ей понять, что означают её видения. Таисса, следуя интуиции своего альтер-эго, отправляется автостопом в маленький городок в Огайо, где впервые за много лет встречает Ван, работающую в видеопрокате. |                                                          |                        |                                  |                |               |
| 5 | «Две правды и одна ложь» «Two Truths and a Lie»          | Бен Семанофф           | Кэтрин Кирнс и Сара Л. Томпсон   | 23 апреля 2023 | 0,163         |
| Лотти проводит для команды сеансы медитации, которые помогают Таиссе справиться с лунатизмом. Хави отказывается разговаривать с командой, но говорит Бену, что его «друг» не хотел, чтобы он возвращался. Мисти признается Кристал, что уничтожила аварийный радиопередатчик самолета; Кристал приходит в ужас, понимая, что из-за данного поступка Мисти спасатели не пришли к ним на помощь. Мисти угрожает Кристал, что если она расскажет о передатчике остальным, то убьет её, и случайно сталкивает её с края обрыва. Шона и Тай попадают в снежную бурю и с помощью медитативной техники Лотти возвращаются в лагерь. Как только они оказываются внутри охотничьего домика, у Шоны начинаются роды. В настоящем времени Кэлли выясняет, что Мэтт является полицейским, и придумывает план, как сбить его со следа, утверждая, что её мать спит с Рэнди, лучшим другом её отца. Шона инсценирует свидание в номере мотеля, но Кевин и Мэтт не попадаются на эту уловку. Таисса рассказывает Ван, что к ней вернулся лунатизм, и Ван предлагает ей поддержку. Мисти и Уолтер находят Натали, но она не хочет, чтобы её спасали. Уолтер рассказывает Мисти свои теории о деле Адама, и она разрывает с ним отношения. Лотти при помощи гипноза помогает Натали вспомнить, когда она в последний раз видела Трэвиса. |                                                          |                        |                                  |                |               |
| 6 | «Кто» «Qui»                                              | Лиз Гарбус             | Карен Джозеф Адкок и Амени Розса | 7 мая 2023     | 0,158         |
| Команда просит Мисти принять роды у Шоны. Трэвис и Лотти создают импровизированный алтарь и кладут на него подношения. Шона теряет сознание и рожает мальчика. У нее возникают проблемы с грудным вскармливанием из-за голода, но в конце концов малыш начинает пить молоко. Позже, той же ночью, она слышит песнопения внизу и обнаруживает, что команда пожирает её ребенка. Придя в себя, она обнаруживает, что предыдущие события ей привидились, и её ребенок не выжил. Шона держит мертворожденного на руках и горюет, утверждая, что всё ещё слышит его плач. В настоящем времени Таисса замечает в мусорном баке неоплаченные счета Ван, но Ван отмахивается от них. Мисти звонит Таю из дома Лотти. Натали и Лиза говорят о прощении. Шону и Кэлли вызывают в полицейский участок для допроса; Шона признается в романе с Адамом, а Кэлли ложно утверждает, что Мэтт лишил её девственности. Джефф предлагает Шоне последовать за Таиссой и Ван к Лотти. Шона, Таисса, Ван, Натали, Мисти и Лотти воссоединяются в общине. |                                                          |                        |                                  |                |               |
| 7 | «Захоронение» «Burial»                                   | Аня Адамс              | Рич Монахан и Лиз Фанг           | 14 мая 2023    | 0,165         |
| Шона хоронит своего мертворождённого сына и скорбит по нему и Джеки. Команда отправляется на поиски Кристал, не зная, что случилось с ней раньше. Ван признаётся Таиссе в своих сомнениях что они смогут выжить. Мисти отправляется на место гибели Кристал, но обнаруживает, что её тело пропало. Она уговаривает Бена не совершать самоубийство. Шона ударяет Мисти и обвиняет всех в том, что они съели её ребёнка, Лотти предлагает Шоне выместить свою боль на ней; Шона избивает Лотти до потери сознания, а команда в шоке наблюдает за происходящим. В настоящем времени участницы команды проходят свой вид терапии в оздоровительном центре Лотти. Мисти использует камеру сенсорной депривации и разговаривает с человеческой версией своего попугая Калигулы; позже она звонит Уолтеру и подтверждает его догадки об исчезновении Адама. Таисса и Ван целуются, но Ван сообщает, что у неё последняя стадия рака, и она умрёт в течение нескольких месяцев. Лотти понимает, что её психиатр — всего лишь очередная галлюцинация. Женщины обсуждают, какие воспоминания они могли подавлять в себе после пребывания в глуши, и танцуют у костра. Джефф звонит Шоне и сообщает, что власти нашли труп Адама. |                                                          |                        |                                  |                |               |
| 8 | «Он выбирает» «It Chooses»                               | Дэйзи фон Шерлер Майер | Сара Л. Томпсон и Лиз Фанг       | 21 мая 2023    | 0,143         |
| «Шершни» борются с галлюцинациями и паранойей. Тренер Бен обнаруживает, что Хави выжил в пещере, спрятанной под деревом. Лотти, тяжело раненная в результате нападения Шоны, разрешает команде съесть её тело, если она скончается. Таисса предлагает им найти другой способ не умереть от голода, и в итоге выжившие тянут карты, чтобы определить, кто будет убит. Натали вытаскивает королеву червей, и Шона собирается перерезать ей горло. Трэвис отталкивает Шону; Натали сбегает из хижины и пускается в бега по лесу. Хави, пытаясь помочь ей, проваливается под лёд замерзшего озера; «Шершни» дают ему утонуть, оставив Натали в живых. В настоящем времени полиция получает ордер на обыск дома Садекисов, а Кевин и Мэтт допрашивают Джеффа. Джефф раскрывает Кэлли правду о мертворожденном сыне Шоны. Уолтер отправляет письмо в полицию, сообщая, что у него есть информация об исчезновении Адама, а затем отправляется в оздоровительный центр Лотти. В «Хижине откровений» Лотти Шона признаётся, что шантажистом был Джефф, а не Адам, Таисса рассказывает, что наняла Джессику Робертс для расследования дела выживших, а Мисти раскрывает правду о смерти репортёра. Лотти настаивает на том, что дикая природа требует жертвы, и предлагает женщинам на выбор шесть чашек, в одной из которых растворён фенобарбитал.                                                                                              |                                                          |                        |                                  |                |               |
| 9 | «Рассказ» «Storytelling»                                 | Карин Кусама           | Амени Роза                       | 28 мая 2023    | 0,134         |
| Девушки приносят тело Хави в хижину, где расчленяют его и начинают готовить. Лотти встревожена решением команды охотиться друг на друга, но Мисти говорит команде, что Лотти якобы это одобряет. Тренер Бен сообщает Натали о месте, где скрывался Хави, но она считает, что ему больше не место среди них, так как он хороший человек. Лотти говорит группе, что она больше не нужна лесу в качестве лидера, и объявляет Натали новым лидером. Пока «Шершни» спят, хижину поджигают, и команда вынуждена эвакуироваться и остаётся без крова. В настоящем времени женщины соглашаются провести ритуал с Лотти, но втайне планируют сорвать его и поместить Лотти в психиатрическую больницу. Уолтер использует смертельный яд для отравления Кевина в оздоровительном центре и вместе с Джеффом выставляет его в качестве участника заговора, добиваясь прекращения расследования смерти Адама Мартина. Во время ритуала Шона вытаскивает королеву червей, и её преследуют остальные «Шершни». Кэлли стреляет Лотти в предплечье, защищая свою мать, а Таисса и Ван признаются, что они отменили приезд санитаров, которые должны были госпитализировать Лотти. Когда появляется Лиза с пистолетом, Мисти бросается к ней со шприцем с фенобарбиталом, но Натали закрывает Лизу своим телом и после укола умирает на руках Мисти. Лотти забирают медики, но она говорит женщинам, что лес рад их жертве и вознаградит их.               |                                                          |                        |                                  |                |               |

### Сезон 3 (2025)
| №  | Название                                                                                   | Режиссёр      | Автор сценария                           | Дата премьеры   | Зрители (млн) |
| -- | ------------------------------------------------------------------------------------------ | ------------- | ---------------------------------------- | --------------- | ------------- |
| 1  | «Светская львица» «It Girl»                                                                | Барт Никерсон | Джонатан Лиско,Эшли Лайл и Барт Никерсон | 16 февраля 2025 | н/д           |
| 2  | «Вывих» «Dislocation»                                                                      | Билли Вудрафф | Рич Монахан и Амени Рожа                 | 16 февраля 2025 | н/д           |
| 3  | «Невезуха» «Them's the Brakes»                                                             | Неизвестно    | Неизвестно                               | 23 февраля 2025 | н/д           |
| 4  | «Двенадцать разгневанных девушек и один пьяный Трэвис» «12 Angry Girls and 1 Drunk Travis» | Неизвестно    | Неизвестно                               | 2 марта 2025    | н/д           |
| 5  | «Это сделала Тай?» «Did Tai Do That?»                                                      | Неизвестно    | Неизвестно                               | 9 марта 2025    | н/д           |
| 6  | «День благодарения (Канада)» «Thanksgiving (Canada)»                                       | Неизвестно    | Неизвестно                               | 16 марта 2025   | н/д           |
| 7  | «Квак» «Croak»                                                                             | TBA           | TBA                                      | 23 марта 2025   | TBD           |
| 8  | «Нормальная, скучная жизнь» «A Normal, Boring Life»                                        | TBA           | TBA                                      | 30 марта 2025   | TBD           |
| 9  | «Что ждет в конце» «How the Story Ends»                                                    | TBA           | TBA                                      | 6 апреля 2025   | TBD           |
| 10 | «Круг замкнулся» «Full Circle»                                                             | TBA           | TBA                                      | 13 апреля 2025  | TBD           |

## Производство

### Развитие
На идею сериала в значительной степени повлияли «Группа Доннера» (1846—1847) и Катастрофа FH-227 в Андах (1972), обе правдивые истории о людях, которые прибегли к каннибализму, чтобы выжить. В августе 2017 года Warner Bros. Pictures анонсировала полностью женскую экранизацию романа Уильяма Голдинга «Повелитель мух» о группе молодых мальчиков, застрявших на острове, и их неудачной попытке совладать с собой. Прочитав анонс к телесериалу, Эшли Лайл обнаружила, что многие люди скептически относились к тому, что молодые девушки могут опуститься до того же варварства, что и мальчики. Помня об этом, Лайл вместе со своим мужем Бартом Никерсоном задумала идею «Шершней» как «метафору подростковой иерархии» и поместила большую часть сериала в Нью-Джерси, штат, в котором они оба выросли. В качестве шоураннеров будет Джонатаном Лиско, которого в сериал пригласила исполнительный продюсер Карин Кусама.
Лайл и Никерсон представили сериал с 35-минутной презентацией, которая включала разговоры об окончании первого сезона и сюжетную линию из пяти сезонов. Первоначально действие сериала должно было происходить в 1970-х и 1990-х годах, но оба временных периода были перенесены на двадцать лет вперед. Никерсон сказал, что использование двух временных шкал позволило изучить межличностную динамику и то, как травма может повлиять на жизнь человека. HBO был претендентом на покупку сериала, но в конечном итоге отказался от него, отчасти из-за его сходства с одним из его собственных проектов. В конечном итоге «Шершни» были проданы The Mark Gordon Company, продюсерской компании, принадлежащей Entertainment One. Затем проект был представлен Гэри Левину, президенту отдела развлечений Showtime Networks, который сразу же присоединился к проекту. 9 мая 2018 года Showtime объявила о приобретении прав на сериал.

### Кастинг
Прослушивание проходило в Лос-Анджелесе. Мелани Лински была первой, кто присоединился к актёрскому составу. Лайл сказал, что роль Шоны была «самой сложной для выбора». Лински собрала как можно больше информации о прошлом своего персонажа и сюжетной линии, чтобы улучшить свою игру. Позднее к актёрскому составу присоединилась Джульетт Льюис в роли взрослой Натали.
На роль Мисти в конечном итоге были выбраны Сэмми Ханратти и Кристина Риччи. Присоединившись к актёрскому составу, Ханратти сказала, что сначала она пробовалась на роль Натали, прежде чем её четыре раза приглашали на прослушивание на роль Мисти: «Не буду врать, я была так подавлена [когда я не получила роль Натали], потому что мне понравился этот проект. Они сказали, что позвонят мне. Примерно через неделю я попала на прослушивание на роль Мисти, что было очень волнующе».
Позже Жасмин Савой Браун и Тони Сайпресс были выбраны на роль Таиссы, потому что они обе смогли изобразить её с «уровнем динамической силы», а также с «уязвимостью и хрупкостью». Элла Пернелл была приглашена на роль Джеки, персонажа, которого оказалось трудно подобрать. Лински, Сайпресс и Браун были объявлены постоянными участниками сериала в октябре 2019 года, с Льюис, Риччи, Пернеллом, Ханратти, Тэтчер и Софи Нелисс, присоединившимися к актёрскому составу в ноябре. В следующем месяце Ава Аллан, Кортни Итон и Лив Хьюсон получили повторяющиеся роли. В июне 2021 года сообщалось, что Уоррен Коул, Питер Гадиот, Кия Кинг, Алекс Уиндхэм, Сара Дежарден, Кевин Алвес и Алекса Барахас также сыграют главную роль.

## Выпуск
Премьера телесериала состоялась 10 ноября 2021 года в зале Hollywood Legion Post 43 в Лос-Анджелесе. Шершни дебютировали на Showtime 14 ноября 2021 года.
16 декабря 2021 года сериал продлили на второй сезон.
Первый сезон был выпущен на DVD и на Blu-ray 19 июля 2022 года.

## Критика
Телесериал получил в целом положительные отзывы кинокритиков. На сайте Rotten Tomatoes фильм имеет рейтинг 77 % на основе 72 рецензий со средним баллом 8,1 из 10. На сайте Metacritic фильм имеет оценку 78 из 100 на основе 28 рецензий критиков, что соответствует статусу «в целом положительные отзывы».

## Награды и номинации
| Награды и номинации | Награды и номинации               | Награды и номинации                         | Награды и номинации       | Награды и номинации | Награды и номинации |
| Год                 | Награда                           | Категория                                   | Номинант                  | Результат           | Источники           |
| ------------------- | --------------------------------- | ------------------------------------------- | ------------------------- | ------------------- | ------------------- |
| 2022                | Critics' Choice Television Awards | «Лучший драматический телесериал»           | «Шершни»                  | Номинация           | [ 47 ] [ 48 ]       |
| 2022                | Critics' Choice Television Awards | «Лучшая актриса драматического телесериала» | Мелани Лински             | Победа              | [ 47 ] [ 48 ]       |
| 2022                | Final Draft Awards                | Премия «Новый голос» (ТВ)                   | Эшли Лайл и Барт Никерсон | Победа              | [ 49 ]              |
| 2022                | GLAAD Media Awards                | «Лучший новый телесериал»                   | «Шершни»                  | Номинация           | [ 50 ]              |
| 2022                | Gracie Awards                     | «Лучшая актриса драматического телесериала» | Мелани Лински             | Победа              | [ 51 ]              |
| 2022                | Peabody Awards                    | Entertainment                               | «Шершни»                  | Номинация           | [ 52 ]              |
| 2022                | Writers Guild of America Awards   | «Лучший драматический телесериал»           | «Шершни»                  | Номинация           | [ 53 ] [ 54 ]       |
| 2022                | Writers Guild of America Awards   | «Лучший новый телесериал»                   | «Шершни»                  | Номинация           | [ 53 ] [ 54 ]       |